# Dom Filó
Asfilófio de Oliveira Filho OMC (Rio de Janeiro, 23 de novembro de 1949), mais conhecido como Dom Filó, é um DJ, engenheiro civil, jornalista, produtor cultural, cine-documentarista, ativista do movimento negro, é pós-graduado em marketing pela ESPM e MBA em gestão esportiva pela FGV. É cofundador do acervo Cultne, atualmente, maior acervo audiovisual de cultura negra da América Latina.

## Biografia

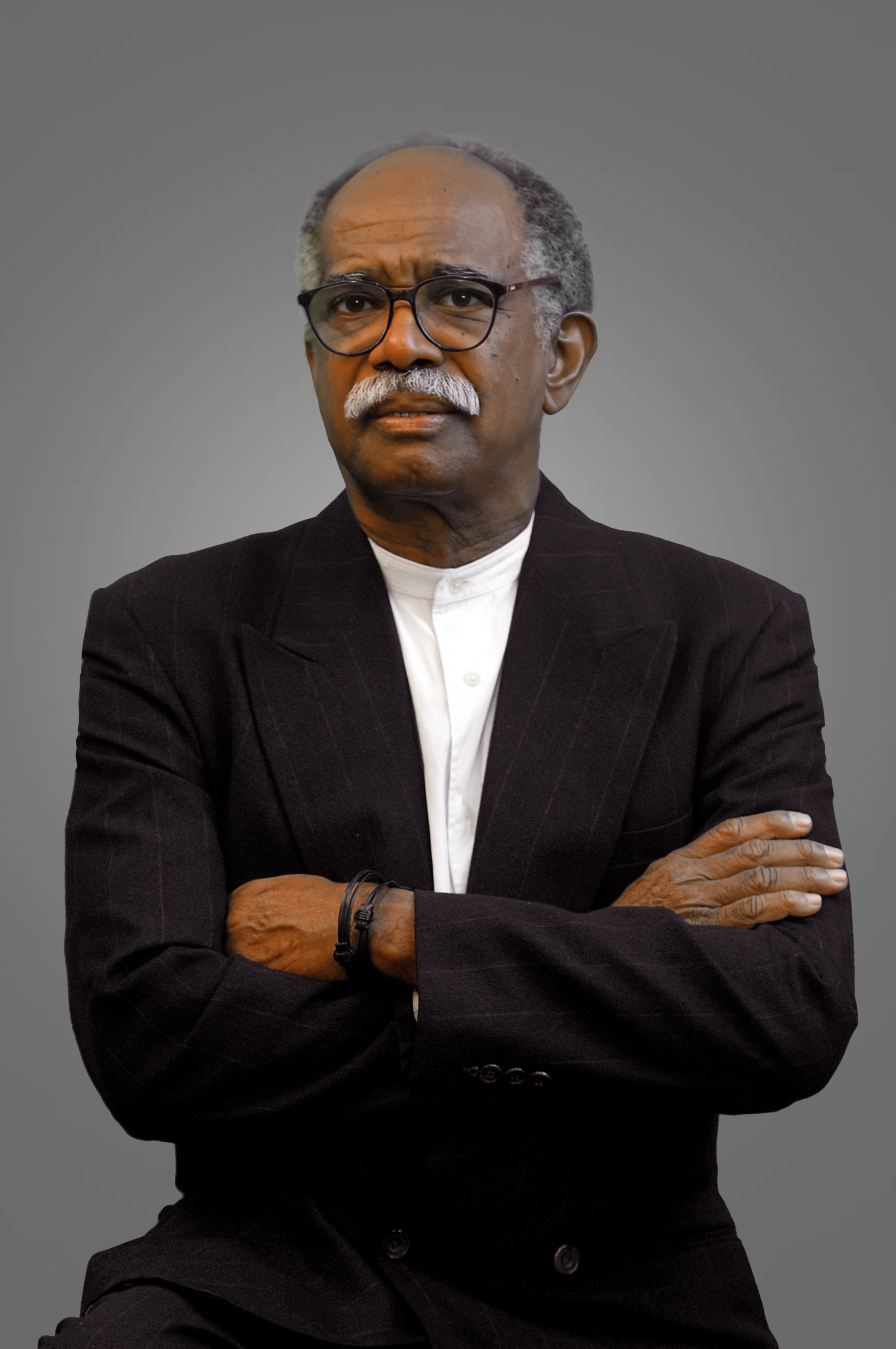
Dom Filó - CEO Cultne TV, 2025 - Foto: Carlos Jr.

Na década de 1970, Dom Filó criou a equipe de som Soul Grand Prix, uma das responsáveis por tocar a música negra dos Estados Unidos à época: soul e funk. A mobilização em torno da conscientização racial camuflada de diversão acabou por configurar um movimento, atraindo os holofotes da mídia. A imprensa, percebendo o efervescente movimento que mobilizava milhares de jovens pobres e negros, batizou o fenômeno de Black Rio. Os frequentadores destas festas eram vistos como um enorme mercado em potencial. Inicialmente, foram lançadas coletâneas com os principais sucessos dos bailes (muitas delas eram assinadas pelas equipes de som e pelos DJs de maior prestígio como Tony Hits) e novos artistas nacionais que cantavam soul music começaram a surgir, como a Banda Black Rio, formada por membros do grupo Abolição, a banda foi criada por encomenda pela gravadora WEA em 77, que aprofundou as experimentações sonoras em torno de um som instrumental que mesclava o samba ao funk americano.
Juntamente com Ras Adauto e Vik Birkbeck e Carlos Alberto Medeiros, em 1980, deu início ao Cultne, acervo audiovisual de cultura negra que reúne mais de 3.000 horas de conteúdo audiovisual autoral e inédito, e que constinua em expansão.
Curador da exposição “FUNK: Um grito de ousadia e liberdade” realizado no Museu de Arte do Rio em 2023.  A principal mostra do ano do MAR perpassa os contextos do funk carioca através da história. Com curadoria da Equipe MAR junto a Taísa Machado e Dom Filó.

## Prêmios
- Cidadão Honorário da Cidade de Atlanta / EUA e Benemérito da Paz pelo Comitê Central da Paz – Iniciativa de Solidariedade a Serviços dos Direitos Humanos[11].
- Listado na 100 PowerList 2021, que premiou as 100 Personalidades Negras Mais Influentes da Lusofonia[12].
- Agraciado em 2021 com a Medalha de Mérito Pedro Ernesto, maior comenda do Legislativo carioca, com iniciativa da Vereadora Thais Ferreira (PSOL). [13]
- Único brasileiro a fazer parte do board de curadoria internacional do Museu da Herança Pan-Africana de Ghana, África, a ser lançado em 2023[14].